# Giovanni Battista Rinuccini
Giovanni Battista Rinuccini (Roma, 15 de septiembre de 1592-Fermo, 28 de diciembre de 1653) fue un arzobispo católico de mediados del siglo XVII. Además fue un destacado erudito que se convirtió en chambelán del papa Gregorio XV, y este a su vez lo nombró arzobispo de Fermo en Italia. Su labor como nuncio apostólico durante las Guerras confederadas de Irlanda (1645-49) y durante las Guerras de los Tres Reinos es su faceta más reconocida. 

## Inicios
Rinuccini nació en Roma en 1592. Su padre era un patricio florentino y su madre era Virginia di Pier Antonio Bandini, hermana del conocido cardenal Ottavio Bandini. Recibió educación jesuita en Roma y fue inscrito en las carreras de Derecho civil y Derecho canónico en las universidades de Bolonia y Perugia, y en su debido momento se ordenó como sacerdote, habiendo obtenido a los veintidós años su doctorado en la Universidad de Pisa. Fue admitido en la Accademia della Crusca y posteriormente regresó a Roma para trabajar con su tío, sin embargo una fiebre debilitó su salud permanentemente. Se destacó como abogado de las cortes eclesiásticas, y fue nombrado camariere del papa Gregorio XV, y en 1625 se convirtió en arzobispo de Fermo.

## La misión irlandesa
El papa Inocencio X lo envió a Irlanda en 1645 en apoyo de los irlandeses confederados en su guerra contra el poder de los ingleses protestantes, reemplazando al primer enviado papal a dicho lugar, Pierfrancesco Scarampi. Rinuccini embarcó desde La Rochelle y llegó al condado de Kerry acompañado por veintiséis italianos, varios oficiales irlandeses, y el secretario de la confederación Richard Bellings. En Kilkenny, la capital confederada, Rinuccini fue recibido con los más altos honores, y declaró en latín que el motivo de su misión era mantener al rey, pero sobre todo ayudar a los católicos irlandeses a resguardar su libertad de practicar la religión católica, y el restablecimiento de las iglesias y sus propiedades.
Rinuccini envió por adelantado armas y municiones, y llegó doce días después con armamento adicional que incluía: 2.000 mosquetes y porta-cartuchos, 4.000 espadas, cuatrocientos arneses para pistolas, 2.000 picas, 20.000 libras de pólvora, soldados completamente equipados, marineros y 150.658 livres tournois para financiar el esfuerzo del bando católico irlandés en la guerra. Su distribución de las armas y el dinero para los proyectos militares le permitieron participar de forma más activa en las políticas internas de la confederación ya que nunca entregó de forma directa los suministros armamentísticos al gobierno confederado o al Consejo Supremo. 
Rinuccini creía que a través de estas acciones conseguiría influenciar las políticas estratégicas de los confederados y evitaría que estos firmasen algún tratado con Carlos I y los Realistas durante la Revolución inglesa, con el objetivo de que se estableciese una Irlanda católica independiente. En particular, deseaba asegurar que tras la rebelión las iglesias protestantes y sus territorios permaneciesen en manos de los católicos. Esto concordaba con lo que había sucedido en las áreas controladas por los católicos durante la Guerra de los Treinta Años y puede ser percibida como una contrarreforma europea más amplia. El nuncio también tenía esperanzas irreales como la idea de utilizar Irlanda como una base para restablecer el catolicismo en Inglaterra. Sin embargo, aparte de algunos triunfos militares como la batalla de Benburb, el resultado de los esfuerzos de Rinuccini terminaron agravando las peleas internas entre las diferentes facciones de los irlandeses confederados.

## Faccionalismo en Irlanda
El Consejo Supremo Confederado estaba dominado por poderosos magnates terratenientes, en su mayoría descendientes de ingleses viejos, que estaban ansiosos de establecer un acuerdo con la monarquía de los Estuardo que les garantizara la propiedad de sus tierras, derechos civiles a los católicos, y la tolerancia hacia el catolicismo. No obstante, muchos miembros de la confederación se opusieron debido a que buscaban mejores términos, incluyendoautogobierno para Irlanda, revocación de las confiscaciones de territorios que ocurrieron durante las colonizaciones de Irlanda y el establecimiento del catolicismo como la religión del Estado. Un punto particularmente sensible en las negociaciones con los Realistas fue la insistencia de algunos irlandeses católicos en mantener la propiedad sobre las iglesias protestantes ocupadas durante la guerra. Rinuccini aceptó las garantías del Consejo Supremo que aseguraba que ese tipo de asuntos serían atendidos en el tratado de paz del duque de Ormonde con los Realistas, y el cual fue finalmente negociado en 1646. 
Sin embargo, cuando los términos fueron publicados, sólo se concedió la práctica del catolicismo en privado. Alegando que había sido deliberadamente engañado, Rinuccini públicamente respaldó la facción confederada militante, la cual incluía la mayoría del clero católico y algunos comandantes irlandeses como Owen Roe O'Neill. Sus principales opositores fueron los franciscanos, en especial Peter Marchant y posteriormente Raymond Caron. En 1646, cuando el Consejo Supremo intentó aprobar el tratado de paz de Ormonde, Rinuccini los excomulgó y ayudó a que se votara en contra del tratado en la Asamblea General Confederada. Durante la asamblea se arrestaron a los miembros del Consejo Supremo por traición y se eligió un nuevo Consejo. 

## Derrota en Irlanda y regreso a Italia
Al año siguiente los irlandeses confederados en su intento por alejar a los ejércitos ingleses de la isla sufrieron derrotas en la batalla de la Colina de Dungan y en la Batalla de Knocknanauss. Como resultado del fracaso en dichas batallas los confederados precipitadamente realizaron un nuevo convenio con los Realistas ingleses con el fin de prevenir una conquista de las tropas parlamentaristas a Irlanda en 1648. A pesar de que los términos de este segundo convenio eran mejores que el primero, Rinuccini nuevamente intentó rechazar el tratado. No obstante, en esta ocasión el clero católico estaba dividido en la decisión sobre aceptar el tratado, al igual que los comandantes de los ejércitos confederados y la Asamblea General. Finalmente, el convenio fue aceptado por la Confederación, la cual se disolvió y se incorporó a la coalición Realista. Rinuccini respaldó a Owen Roe O'Neill, el cual empleó su ejército del Ulster para luchar contra sus antiguos camaradas que habían aceptado el convenio. El nuncio intentó en vano repetir su éxito de 1646 de excomulgar a todos los que apoyaban la paz. Sin embargo, los obispos tenían percepciones distintas sobre el asunto causando que el poder de Rinuccini se debilitara. Militarmente, Owen Roe O'Neill no pudo invertir el balance político, y Rinuccini desesperado por su fracaso en su causa católica en Irlanda abandonó el país en 1649. El mismo año, Oliver Cromwell lideró una reconquista de Irlanda, la cual causó que el catolicismo fuese totalmente reprimido. La práctica de la religión católica fue prohibida, las tierras pertenecientes a los irlandeses católicos fueron confiscadas y todos los clérigos católicos capturados fueron ejecutados.  
Rinuccini regresó a Roma, donde escribió un extenso relato de sus experiencias en Irlanda. En su relato culpa la vanagloria personal y las divisiones tribales como la causa de la desunión católica en Irlanda. En particular, cita la traición de los viejos ingleses de Irlanda en la derrota católica. También indica que los irlandeses gaélicos a pesar de ser menos civilizados son católicos más sinceros. Rinuccini regresó a su diócesis en Fermo en junio de 1650 y falleció allí en 1653.